# 토마스 베르톨트
토마스 베어톨트(Thomas Berthold, 1964년 11월 12일, 헤센주 하나우 ~)는 은퇴한 독일의 축구 선수이자 감독이다. 그는 현재 여러 TV 방송사에서 평론가와 분석가로 일하고 있다.

## 경력
베어톨트는 헤센주 하나우 출신이다.
그는 분데스리가 332경기를 출전하여 22골을 득점하였다. 그는 1982년, 아인트라흐트 프랑크푸르트에서 데뷔하였고, 1987년까지 이곳에서 활동하였다. 1987년부터 1991년까지, 그는 이탈리아에서 활동하였다: 엘라스 베로나 (1987-1989) 와 로마 (1989-1991). 그는 이후 독일로 복귀하여, 바이에른 뮌헨 (1991-1993) 과 슈투트가르트 (1993-2000)에서 활동하였다. 베어톨트가 현역 말년을 보낸 곳은 터키 리그 클럽인 아다나스포르로, 그는 이곳에서 2001년 1월 15일까지 활동하였다.
1985년과 1994년 사이, 베어톨트는 62번 서독과 독일의 국가대표팀 경기에 출전하였고, 1골을 득점하였고, 멕시코에서의 1986년 FIFA 월드컵과 서독에서의 UEFA 유로 1988에 참가하였다. 그는 1990년 FIFA 월드컵을 우승한 서독 국가대표팀 선수단의 일원이었으나, 준우승을 거둔 스웨덴의 UEFA 유로 1992 선수단에는 들지 않았다. 그가 출전한 마지막 국가대표팀 경기는 1994년 FIFA 월드컵 이후 얼마 지나지 않아 국가대표팀에 은퇴했다.

## 경력 통계
| 클럽      | 클럽                      | 클럽       | 리그 | 리그 | 컵            | 컵            | 리그컵 | 리그컵 | 대륙 | 대륙 | 합계 | 합계 |
| 시즌      | 클럽                      | 리그       | 출장 | 골   | 출장          | 골            | 출장   | 골     | 출장 | 골   | 출장 | 골   |
| 독일      | 독일                      | 독일       | 리그 | 리그 | DFB-포칼      | DFB-포칼      | 기타   | 기타   | 유럽 | 유럽 | 합계 | 합계 |
| --------- | ------------------------- | ---------- | ---- | ---- | ------------- | ------------- | ------ | ------ | ---- | ---- | ---- | ---- |
| 1982–83   | 아인트라흐트 프랑크푸르트 | 분데스리가 | 7    | 1    | 0             | 0             | -      | -      | -    | -    | 7    | 1    |
| 1983–84   | 아인트라흐트 프랑크푸르트 | 분데스리가 | 28   | 3    | 1             | 0             | 2      | 0      | -    | -    | 31   | 3    |
| 1984–85   | 아인트라흐트 프랑크푸르트 | 분데스리가 | 30   | 7    | 2             | 0             | -      | -      | -    | -    | 32   | 7    |
| 1985–86   | 아인트라흐트 프랑크푸르트 | 분데스리가 | 25   | 2    | 1             | 1             | -      | -      | -    | -    | 26   | 3    |
| 1986–87   | 아인트라흐트 프랑크푸르트 | 분데스리가 | 21   | 4    | 4             | 0             | -      | -      | -    | -    | 25   | 4    |
| 이탈리아  | 이탈리아                  | 이탈리아   | 리그 | 리그 | 코파 이탈리아 | 코파 이탈리아 | 리그컵 | 리그컵 | 유럽 | 유럽 | 합계 | 합계 |
| 1987–88   | 엘라스 베로나             | 세리에 A   | 28   | 1    |               |               |        |        |      |      |      |      |
| 1988–89   | 엘라스 베로나             | 세리에 A   | 24   | 1    |               |               |        |        |      |      |      |      |
| 1989–90   | 로마                      | 세리에 A   | 32   | 2    |               |               |        |        |      |      |      |      |
| 1990–91   | 로마                      | 세리에 A   | 30   | 1    |               |               |        |        |      |      |      |      |
| 독일      | 독일                      | 독일       | 리그 | 리그 | DFB-포칼      | DFB-포칼      | 기타   | 기타   | 유럽 | 유럽 | 합계 | 합계 |
| 1991–92   | 바이에른 뮌헨             | 분데스리가 | 30   | 1    | 1             | 0             | 0      | 0      | 4    | 0    | 35   | 1    |
| 1992–93   | 바이에른 뮌헨             | 분데스리가 | 0    | 0    | 0             | 0             | -      | -      | -    | -    | 0    | 0    |
| 1993–94   | 슈투트가르트              | 분데스리가 | 31   | 0    | 1             | 0             | -      | -      | -    | -    | 32   | 0    |
| 1994–95   | 슈투트가르트              | 분데스리가 | 29   | 1    | 3             | 1             | -      | -      | -    | -    | 32   | 2    |
| 1995–96   | 슈투트가르트              | 분데스리가 | 27   | 0    | 1             | 0             | -      | -      | -    | -    | 28   | 0    |
| 1996–97   | 슈투트가르트              | 분데스리가 | 28   | 2    | 3             | 0             | -      | -      | -    | -    | 31   | 2    |
| 1997–98   | 슈투트가르트              | 분데스리가 | 31   | 1    | 5             | 0             | 2      | 0      | 6    | 0    | 44   | 1    |
| 1998–99   | 슈투트가르트              | 분데스리가 | 22   | 0    | 3             | 0             | 3      | 0      | 4    | 0    | 32   | 0    |
| 1999–2000 | 슈투트가르트              | 분데스리가 | 23   | 0    | 3             | 0             | -      | -      | -    | -    | 26   | 0    |
| 국가      | 독일                      | 독일       | 332  | 22   | 28            | 2             | 7      | 0      | 14   | 0    | 381  | 24   |
| 국가      | 이탈리아                  | 이탈리아   | 114  | 5    |               |               |        |        |      |      |      |      |
| 합계      | 합계                      | 합계       | 446  | 27   |               |               |        |        |      |      |      |      |

| 독일 국가대표팀 | 독일 국가대표팀 | 독일 국가대표팀 |
| 연도            | 출장            | 골              |
| --------------- | --------------- | --------------- |
| 1985            | 9               | 1               |
| 1986            | 12              | 0               |
| 1987            | 2               | 0               |
| 1988            | 5               | 0               |
| 1989            | 3               | 0               |
| 1990            | 15              | 0               |
| 1991            | 3               | 0               |
| 1994            | 13              | 0               |
| 합계            | 62              | 1               |

### 국가대표팀 득점 기록
아래의 점수에서 왼쪽의 점수가 서독의 점수이다.
| #  | 날짜            | 경기장                      | 상대           | 점수 | 결과 | 대회                      |
| -- | --------------- | --------------------------- | -------------- | ---- | ---- | ------------------------- |
| 1. | 1985년 4월 30일 | 스트라호프 스타디온, 프라하 | 체코슬로바키아 | 1–0  | 5–1  | 1986년 FIFA 월드컵 예선전 |

## 수상
- FIFA 월드컵
  - 우승: 1990
  - 준우승: 1986
- 코파 이탈리아: 1990–91
- DFB-포칼: 1996–97
- UEFA컵 준우승: 1990–91
- DFB-리가포칼 준우승: 1997, 1998
- UEFA 컵위너스컵 준우승: 1997–98

## 언론 경력
- 2006년 6월 10일, 그는 BBC의 스포츠 퀴즈쇼 스포츠의 질문에 출연하였다. 이 쇼는 잉글랜드의 본선 첫 경기를 앞두고 진행된 FIFA 월드컵 특집쇼였다.
- 그는 주로 독일 TV 채널인 슈포어트1과 리가 토탈!에서 활동하는 축구 평론가/분석가이다.
- 베어톨트는 UEFA 여자 유로 2013 당시 범유럽 스포츠 채널인 유로스포츠의 현장 앵커맨으로 활동하며 영어, 독일어, 이탈리아어, 그리고 스페인어로 해설 및 선수 / 감독 인터뷰를 하였다.
- 그는 2013년 아우디 컵에서 n-tv의 독일어판 스포츠 해설자로 출연하였다.
- 그는 2014년 FIFA 월드컵에서 영국 유로스포츠의 평론가로 자주 출연하였다.